# Nova Aliança
Nova Aliança (acrònim: PANAL; en castellà, Nueva Alianza) fou un partit polític mexicà liberal que va existir del 2005 al 2018.
S'autodefinia com «una organització política liberal al servei de les causes socials de Mèxic». Històricament estava vinculat al Sindicat Nacional de Treballadors de l'Educació (SNTE). L'exdirigent Elba Esther Gordillo estava considerada com a líder de facto del partit.
Nova Aliança va obtenir el seu registre com a partit polític nacional davant de l'Institut Federal Electoral el 14 de juliol de 2005. Va obtenir la seva major votació presidencial a les eleccions de 2012 amb el 2,3% dels sufragis a favor del seu candidat, Gabriel Quadri. L'agost de 2017 el partit va reportar estar integrat per 657.864 militants. En les eleccions federals de 2018 no va obtenir la votació mínima requerida per mantenir el seu registre, i va dissoldre's formalment per l'Institut Nacional Electoral (INE) el 3 de setembre d'aquell mateix any.